# Le maire est amer
Le maire est amer (France) ou Le Retour de Sideshow Bob (Québec) (Sideshow Bob Roberts) est le 5e épisode de la saison 6 de la série télévisée d'animation Les Simpson.

## Synopsis
La radio critique le maire de Springfield, Joe Quimby, un auditeur qui n'est autre que Tahiti Bob prend la parole. L'animateur de radio décide de le faire libérer. Cédant à l'opinion publique, le maire gracie Tahiti Bob.
Le Parti républicain décide de nommer Tahiti Bob pour la campagne municipale. Bart et Lisa décident de faire campagne pour Quimby (Tahiti Bob est l'ennemi mortel de Bart, voir Lac Terreur). À l'école, à la maison de retraite et à la télé chaque candidat essaye de convaincre les électeurs. Puis un débat télévisé a lieu, il tourne à l'avantage de Bob.
Arrive le jour des élections, Homer et Krusty votent pour Bob. La télé annonce sa victoire à 99 % contre 1 % pour Quimby. Dès le lendemain les Simpson sont priés de déménager car la nouvelle voie express va passer sur leur maison et Bart redescend en maternelle. Lisa se rend aux archives pour analyser les résultats du vote. Un inconnu lui donne rendez-vous la nuit même. Il s'agit de M. Smithers qui a participé à la campagne car M. Burns appartient au Parti républicain. Il dit à Lisa de chercher un certain Edgar Neubauer. Après quelques recherches, Lisa et Bart se rendent compte que ce dernier est mort. Tous les morts de Springfield (même les animaux de compagnie) ont en fait voté républicain.
Alors que les bulldozers arrivent sur la maison des Simpson, le procès de Bob a lieu. Lisa dit que Bob est innocent car il est trop bête pour avoir imaginé ce plan. Bob s'énerve et dit que c'est lui qui a tout truqué. Ainsi Quimby redevient maire, Bart retourne au cours moyen et Bob repart en prison.